# رنه انریکس
رنه انریکس (انگلیسی: René Enríquez؛ ۲۴ نوامبر ۱۹۳۳ – ۲۳ مارس ۱۹۹۰) هنرپیشه تلویزیونی اهل ایالات متحده آمریکا بود. این بازیگر اصالتاً نیکاراگوئهای اما زاده آمریکا بود. این بازیگر در فیلم‌های دهه‌های هفتاد و هشتاد میلادی در فیلم‌ها ظاهر می‌شده است. از فیلم‌ها و برنامه‌های تلویزیونی که وی در آن نقش داشته است می‌توان به انقلابی قلابی، هری و تونتو، زیر آتش و غرب رؤیایی اشاره کرد.